# Phile
Phile (vers 50 av. j.c.) a été la première bienfaitrice et la première femme magistrate de la ville de la grèce antique de Priène,. Elle a été honorée au premier siècle avant j.-c. dans un décret public pour avoir fait construire, à ses frais, un aqueduc et le réservoir d'eau de la ville.
Phile était la fille d'Apollonius et la femme de Thessalus, le fils de Polydectes.

## Représentation dans l'art contemporain
- Phile figure parmi les 1 038 femmes référencées dans l'œuvre d’art contemporain The Dinner Party (1979) de Judy Chicago. Son nom y est associé à Aspasie[3],[4].